# 胡顯宗
胡顯宗（？—？），字世榮，直隸鳳陽府臨淮縣人，羽林左衛官籍，明朝政治人物。

## 生平
順天府鄉試第十一名舉人。成化二十三年（1487年）中式丁未科三甲第一百八十九名進士。

## 家族
曾祖胡文，指揮僉事 封明威將軍；祖父胡善，指揮僉事 封明威將軍；父胡鑑，指揮僉事 封明威將軍。前母陳氏（封恭人）；韓氏（封恭人）。